# Atletismo nos Jogos Olímpicos de Verão de 1900 - Salto em distância masculino
A competição do salto em distância masculino fez parte do programa do atletismo nos Jogos Olímpicos de Verão de 1900. Aconteceu nos dias 14 e 15 de julho. 12 atletas de seis países competiram.

## Medalhistas
| Ouro   | USA Alvin Kraenzlein |
| Prata  | USA Myer Prinstein   |
| Bronze | GBR Patrick Leahy    |

## Resultados

### Eliminatória
| Pos. | Atleta                | Distância |
| ---- | --------------------- | --------- |
| 1    | USA Myer Prinstein    | 7.175 m   |
| 2    | USA Alvin Kraenzlein  | 6.930 m   |
| 3    | FRA Albert Delannoy   | 6.755 m   |
| 4    | USA William Remington | 6.725 m   |
| 5    | GBR Patrick Leahy     | 6.710 m   |
| 6    | USA John McLean       | 6.655 m   |
| 7    | USA Thaddeus McClain  | 6.435 m   |
| 8    | GER Waldemar Steffen  | 6.300 m   |
| 9    | HUN Ernő Schubert     | 6.050 m   |
| 10   | HUN Gyula Strausz     | 6.010 m   |
| 11   | SWE Tore Blom         | 5.770 m   |
| 12   | SWE Erik Lemming      | 5.500 m   |

### Final
Para a final, os resultados da eliminatória também foram válidos. Por isso Prinstein conquistou o segundo lugar sem nem competir.
| Pos. | Atleta                | Distância    | Qual.   |
| ---- | --------------------- | ------------ | ------- |
|      | USA Alvin Kraenzlein  | 7.185 m      | 6.930 m |
|      | USA Myer Prinstein    | NM           | 7.175 m |
|      | GBR Patrick Leahy     | 6.950 m      | 6.710 m |
| 4    | USA William Remington | 6.825 m      | 6.725 m |
| 5    | FRA Albert Delannoy   | Desconhecido | 6.755 m |

- NM: Sem marca (no mark).